# Verband des Technischen Dienstes der Bundeswehr
Der Verband des Technischen Dienstes der Bundeswehr e.V. (IGBI) ist die Interessenvertretung des technischen Dienstes in der Bundeswehr. Dazu gehören Meister, Techniker, Ingenieure und Naturwissenschaftler aller Fachrichtungen. Die Gründungsversammlung des IGBI fand am 8. April 1970 statt. Der Verband ist im Vereinsregister des Amtsgerichts Koblenz unter der Nummer VR 1173 eingetragen. Der IGB ist Mitglied im Zentralverband der Ingenieurvereine (ZBI).

## Organisation und Mitgliedschaft
Der IGBI ist in folgende Bereiche gegliedert: Berlin, Greding, Kiel, Koblenz, Manching, Meppen, Munster, Oberjettenberg, Trier, Wilhelmshaven. Der Hauptsitz ist Koblenz. Mitglied kann jeder Angehörige des technischen Dienstes der Bundeswehr und der Bundeswehrverwaltung werden. Erster Vorsitzender ist Jens Obermeyer.
Organe des Vereins sind
- die Bundesdelegiertenversammlung,
- der Bundesvorstand,
- der erweiterte Bundesvorstand,
- die Mitgliederversammlungen,
- die Bereichsvorstände.

## Zweck
Zweck des Vereins ist die kollektive berufsständische Interessenvertretung der wirtschaftlichen, sozialen und berufsbedingten sowie rechtlichen Belange seiner Mitglieder – auch nach Eintritt in den Ruhestand. Der Verein strebt eine vorbildungs-, aufgaben- und leistungsgerechte Bewertung aller Angehörigen des technischen Dienstes im öffentlichen Dienst an. Dies soll insbesondere durch folgende Mittel erreicht werden:
- Maßgeblich durch Vertretung der Mitglieder gegenüber ihrem Dienstherrn bei der Gestaltung der dienstrechtlichen Beziehungen und Einsatz für die wirtschaftlichen Belange der Mitglieder.
- Beteiligung an den Personalratswahlen und Unterstützung der Personalräte bei ihrer Aufgabenerfüllung.
- Unterstützung des Dienstherrn bei der Schaffung einer leistungsfähigeren öffentlichen Verwaltung.
- Durchführung von Versammlungen und Vorträgen zum Zwecke der Information und Fortbildung.
- Aktive Mitarbeit in berufsständischen Organisationen und Verbänden.
- Förderung des Zusammengehörigkeitsgefühls in der Beamtenschaft sowie des Berufsbilds des Beamten.

## Ziele
Der Verband setzt sich ein für
- Einheitslaufbahn mit ausbildungs- und erfahrungsgerechtem Einstieg für alle technischen Beamten.
- Einführung eines individuellen Personalentwicklungsplanes (PEP) für jeden einzelnen Mitarbeiter mit Schwerpunktsetzung auf „Fachtechnik“ oder „Management“.
- Kein weiterer Stellenabbau im technischen Dienst, sondern Einstellung von qualifiziertem Nachwuchs zur Wiederherstellung einer gesunden Dienstposten- und Altersstruktur mit attraktiven Berufsperspektiven.[3]
- Abschaffung des vollkommen ineffizienten Beurteilungssystems. Beurteilungen werden nur noch anlassbezogen nach konkreten Kriterien gefertigt. Stattdessen Einführung eines Creditpunktekontos für alle Mitarbeiter in dem sich Qualifizierung, Erfahrung und Leistungsbereitschaft widerspiegeln.
- Reduzierung der Laufbahnausbildung auf das unbedingt notwendige Maß (unter ½ Jahr). Grundsätzliche Einarbeitung durch den Vorgänger ergänzt durch eine ganz spezifische Auswahl von Lehrgängen mit hohem Praxisbezug.
- Umsetzung eines modernen Führungsstils durch geeignetes Führungspersonal unter Stärkung der Eigenverantwortung der Mitarbeiter und radikaler Kürzung von Mitzeichnungsgängen.
- Herstellung von Gerechtigkeit im Lebenseinkommen durch Wiedereinführung eines finanziellen Ausgleichs für alle, die ihre für die Einstellung erforderliche Ausbildung selbst finanziert haben und generelle Rückkehr zur 38,5-Stunden-Woche.
- Keine weiteren Strukturreformen in den nächsten 10 Jahren sowie Umsetzung und sinnvolle Nachjustierung der 2012 erfolgten Strukturreform nicht gegen die Beschäftigten, sondern mit ihnen.